# Veronika Chúmikova
Veronika Guennádievna Chúmikova –en ruso, Вероника Геннадьевна Чумикова– (Shijasany, 4 de julio de 1994) es una deportista rusa que compite en lucha libre. Ganó una medalla de plata en el Campeonato Europeo de Lucha de 2021, en la categoría de 59 kg.

## Palmarés internacional
| Campeonato Europeo | Campeonato Europeo | Campeonato Europeo | Campeonato Europeo |
| Año                | Lugar              | Medalla            | Categoría          |
| ------------------ | ------------------ | ------------------ | ------------------ |
| 2021               | Varsovia (Polonia) | Medalla de plata   | 59 kg              |